# Aeroport de Màlaga - Costa del Sol
L'aeroport de Màlaga, anomenat oficialment Aeroport Internacional de Màlaga-Costa del Sol, és a Màlaga, al districte de Churriana, a vuit quilòmetres del centre de la ciutat. Dels tres que van participar en la primera ruta aèria (Toulouse-Barcelona-Alacant-Màlaga-Casablanca), establerta al 1919 per l'empresa francesa fundada per Pierre Latécoère, Lignes Aeriennes Latécoère, és l'únic que ha operat de manera continuada, i per això és el degà dels aeroports espanyols.
L'any 2019, ocupaba el primer lloc a Andalusia, el quart quant a volum de trànsit entre els aeroports d'Espanya, quart de la península ibèrica, i el lloc divuitè a la Unió Europea. El 2019 va assolir els 19 856 299 passatgers de les quals 16 851 281 en vols internacionals, i 144 920 operacions d'enlairament i aterratge, xifres que en fan la gran porta d'entrada del turisme no només per a la Costa del Sol sinó per a tota Andalusia ja que representa al voltant del 80% de tot el trànsit internacional de la comunitat i, sobretot, l'únic que oferia un ampli ventall de destinacions juntament amb, en grau més baix, el de Sevilla.

## Història
El 9 de març de 1919 un avió Salmson 2a2 aterra en la parcel·la de «el Rompedizo». En l'avió viatjava Pierre-Georges Latécoère que tenia el projecte de crear una aerolínia comercial per unir França amb les seves colònies passant per Espanya. Finalment, i després d'alguns vols més, l'1 de setembre de 1919, Didier Daurat, primer director de l'aeròdrom de Màlaga, inaugurà la primera aerolínia comercial Tolosa de Llenguadoc-Casablanca i, per tant, el camp d'aviació de Màlaga.
Eln febrer de 1937, després de la presa de Màlaga pels franquistes revoltats durant la Guerra Civil espanyola, l'aeroport passa a ser Base Aèria de l'Aviació Nacional. S'hi crea l'Escola d'Especialistes de l'Aviació Nacional a fi de capacitar especialistes (mecànics, radiotelegrafistes, armers, etc.) i el 1939 segueix l'Escola d'Observadors que hi va funcionar fins a 1957.
Des de 1938 era obert a l'internacional de forma exclusiva a la companyia italiana Ala Littoria. El 12 de juliol de 1946 hi tornen els operadors civils i s'obreix el tràfic nacional i internacional, encara que els serveis de passatgers s'atenen a la base aèria fins a l'obertura, dos anys després, de l'estació civil de passatgers.
El 20 d'octubre de 1959 va aterrar un avió bimotor d'hèlix modelo Convair 440 de les línies aèries escandinaves –Scandinavian Airlines– que va inaugurar la pista internacional en renovació de la nacional existent de terra.
El 1960 començà una profunda modernització de les instal·lacions, s'amplia la pista de l'aeroport i es construeix un carrer de rodatge paral·lel a la principal. S'inaugura el 29 de gener de 1968 una nova terminal al centre geomètric del camp d'aviació.
A causa del creixent nobmre de vols no regulats es decideix la creació d'una nova terminal per aquest tipus de serveis. La nova terminal, que es denominaria «Estació modular per a tràfic no regular», s'inaugura el 30 de juny de 1972. El 2011, l'aeroport esdevé la seu de la companyia Helitt Línies Aèries, i una base operativa de Ryanair, Vueling i Norwegian més tard.
Sota la pressió de l'Ajuntament de Màlaga, el 6 de juny de 2011, el Ministeri de Foment va rebatejar l'Aeroport de Màlaga i donar-li el nom oficial d'Aeroport de Màlaga-Costa del Sol. No obstant això, el canvi no es va aplicar a la informació aeronàutica de l'aeroport fins al 30 de juny de 2011, abans va continuar sent Aeroport de Màlaga per a finalitats tècniques i de navegació aèria.

###### Ampliació

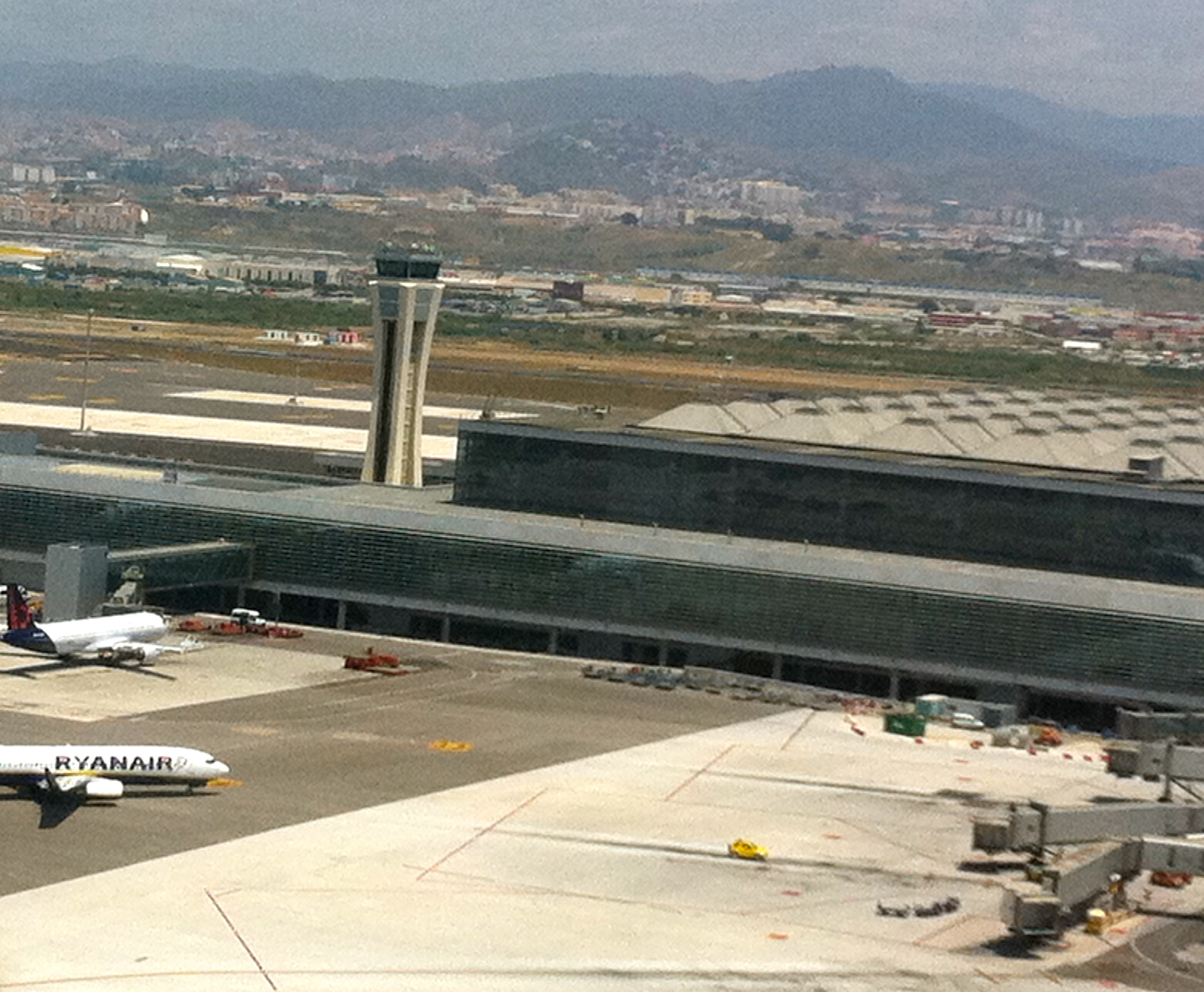
Vista de la torre de control i de les terminals.

Després de la construcció d'aquestes instal·lacions l'aeroport és ampliat successivament cap al nord formant les terminals T1,T2 i T3.
La segona pista de vol va ser inaugurada el juny de 2012. Amb orientació nord-oest-sud-est, està situada en la plana de la desembocadura del riu Guadalhorce, on els vents segueixen la línia de pista en sentit invers, això afavoreix el suau enlairament i aterratge perquè el plànol vectorial de vol i la prolongació de la línia dels pneumàtics és molt aproximada. Té una orientació que difereix de 14° la de l'altra pista, la qual cosa permet que una pista serveix de manera independent per a enlairaments i l'altra per a aterratges. Ambdues no poden ser utilitzades alhora per a operacions d'enlairament-aterratge.
Les obres d'ampliació van continuar després de la inauguració de la terminal T3 i de la segona pista, fins a doblegar la capacitat operativa que l'aeroport tenia en els anys 2000, arribant als 35 milions de passatgers a l'any. Totes aquestes actuacions van ser planejades en el Pla Director de l'Aeroport de Màlaga. El 2013 es va completar l'ampliació i reforma de l'aeroport, es calcula que d'aquesta infraestructura dependrà al voltant del 31,5% del valor afegit brut  (VAB) de la província de Màlaga i el 7% del VAB andalús, amb una producció de 24.311 milions d'euros i un total de 335.500 ocupacions directes i indirectes, segons un informe elaborat per Analistes Econòmics d'Andalusia i editat per la Fundació Ciedes sobre l'aeroport, que s'emmarca en el segon Pla Estratègic de Màlaga.
El maig de 2014 va entrar en servei el sistema GBAS, sent el primer aeroport de l'estat a oferir màxima precisió en operacions RNAV. L'abril de 2014 es va posar en servei l'accés sud que connecta amb la carretera MA-20, amb una capacitat més grossa que la carretera MA-23. Abans només comptava amb l'accés des de la MA-21, a través de l'N-348 (Av. Comandant García Morato).

## Codi AGP
Les dues primeres lletres d'un codi IATA d'un aeroport solen correspondre al nom de la ciutat (Barcelona: BCN, Sevilla: SVQ, Granada: GRX. En el cas de l'aeroport de Màlaga aquest codi és «AGP» que no s'ajusta a aquesta regla. Quan es va afegir l'epítet «Costa del Sol» al nom el juny de 2011, volien també canviar el codi IATA pel de SOL, per a facilitar la promoció turística, com que és més específica AGP. Aquest codi pertany a l'aerodrom Solomon State Field a Alaska.

## Terminals
Les terminals de l'1, 2 i 3 són connectades entre si sense haver de sortir a l'exterior. En la configuració normal de l'aeroport tots els passatgers comercials han de passar per la terminal 3, on hi ha l'únic control de seguretat, encara que els controls de les terminals 1 i 2 es van conservar per servir en cas de saturació de la terminal 3.

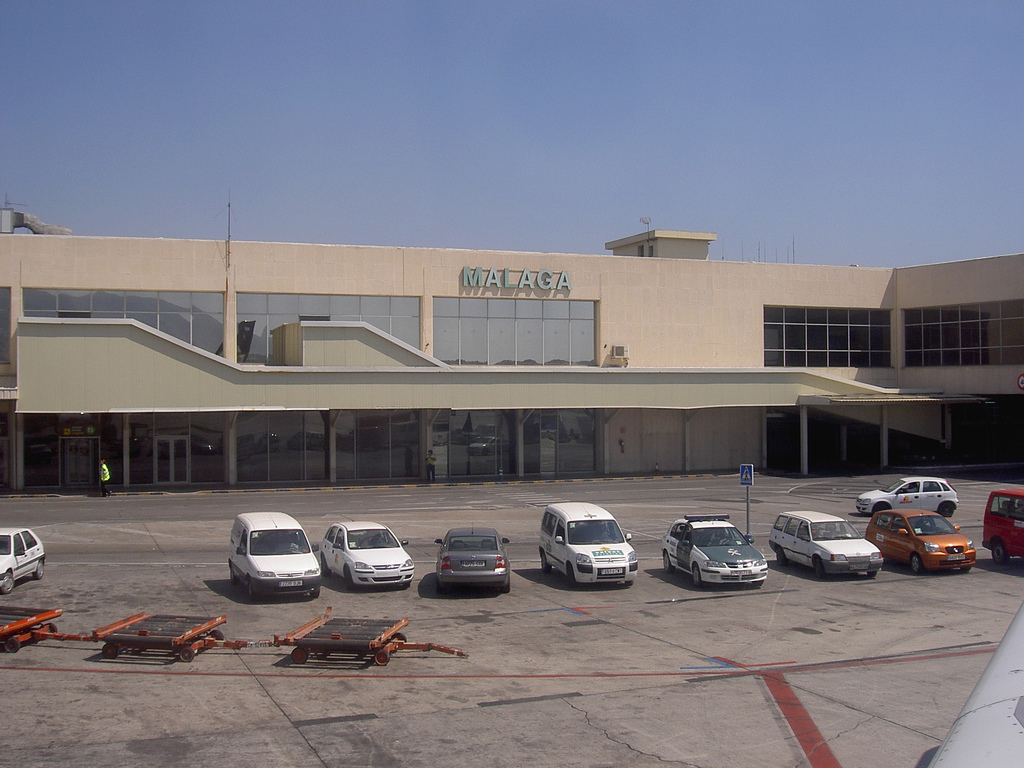
Terminal 1 des del costat aire.

### Aviació general
És una petita terminal, al sud de l'aeroport que serveix els passatgers de vols privats i d'aviació general. Després de la terminal hi ha una plataforma on estacionen els avions més petits. És l'única terminal independent de la resta. Anteriorment, l'estació civil de passatgers construïda en els anys quaranta i avui convertida en museu, donava aquest servei.

### Terminal T1
Va ser la terminal que va rebre a la majoria dels turistes que van conformar la gran expansió de la Costa del Sol en els anys 60 i 70. Es compon de les successives remodelacions de la terminal construïda en els anys seixanta. La inauguració de les terminals T2 i T3 ha provocat el transvasament de vols a les noves terminals i ha deixat aquesta terminal com la menys utilitzada entre les terminals comercials.

### Terminal T2 (Pablo Ruiz Picasso)

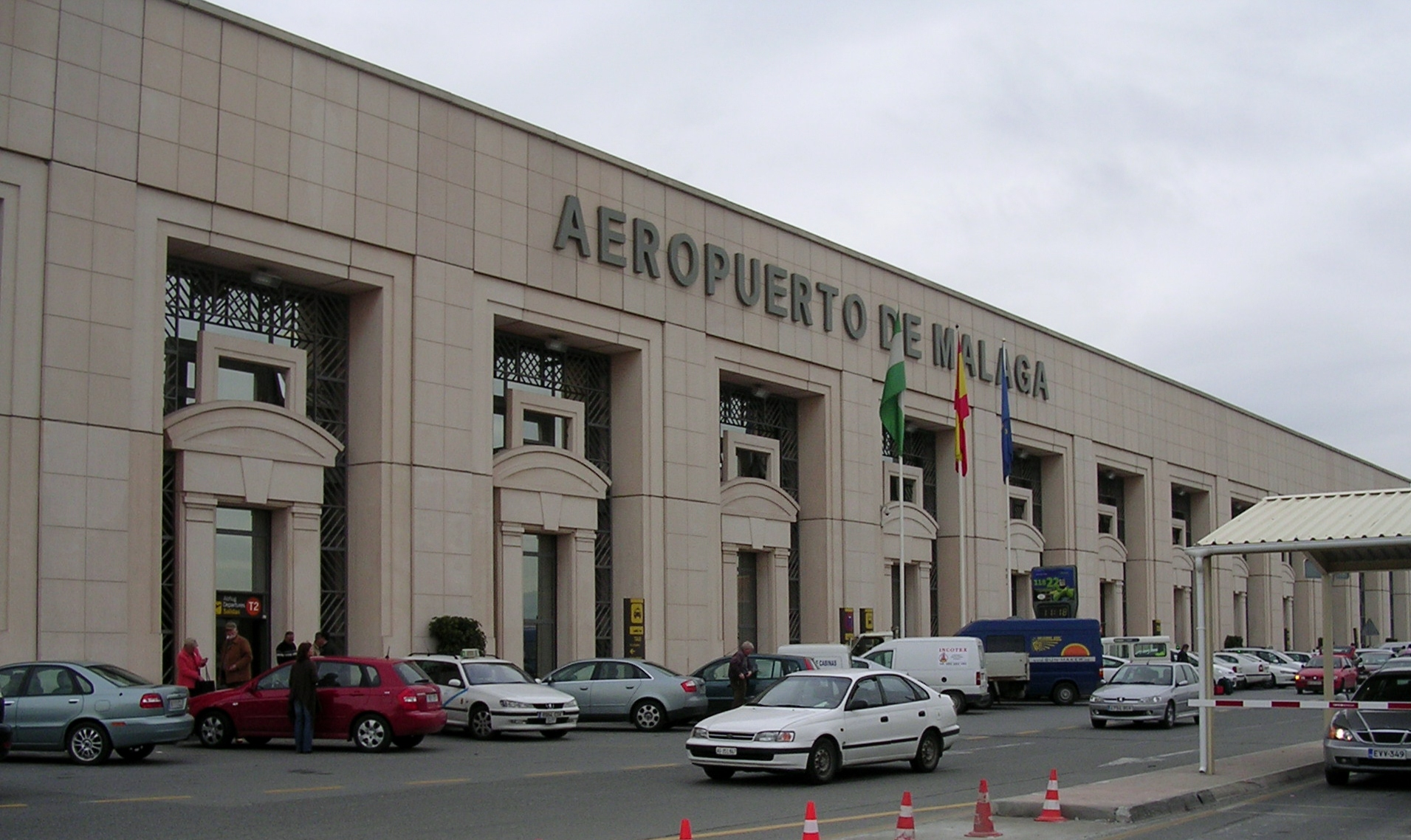
Façana exterior de la Terminal 2 Pablo Ruiz Picasso.

L'augment constant del nombre de passatgers va obligar a fer treballs d'ampliació que culminaren amb la inauguració el 30 de novembre de 1991 de la segona terminal. L'Ajuntament de Màlaga va batejar a la nova terminal com a terminal Pablo Picasso. La nova terminal, dissenyada per Ricard Bofill, és molt més gran que l'anterior i accepta molt més vols i passatgers.
L'ampliació va continuar amb la construcció el 1995 d'un aparcament de vehicles o la inauguració el 2002 de la nova torre de control.
La terminal disposa de dos molls d'embarcament, perpendiculars a l'edifici principal. El moll B és el més proper a la terminal 1, destinat principalment a vols no-Schengen. Disposa de set passarel·les d'accés a aeronaus i de quatre portes d'embarcament addicionals per a l'embarcament a peu. Aquest s'uneix el moll C, destinat quan operava com a part de la terminal Pablo Picasso a tots els vols no-Schengen que exigeixen un control de passaports. Amb les obres de construcció de la terminal 3 una part d'aquest dic queda com a passadís d'unió entre ambdues terminals, mentre la part destinada a embarqui continua com a tal amb una petita remodelació. Disposa de 7 passarel·les d'accés a aeronaus i manté el control de passaports, encara que els vols Schengen i no-Schengen es distribueixen per tot l'aeroport. Hi romanen sis filtres de seguretat (cinc dobles) que serveixen per temps de grans afluència. El març de 2018, Aena va adjudicar les obres de remodelació de la terminal 2 per 6,2 milions d'euros, que tindran un termini d'execució de 20 mesos i faran de servei per modernitzar la terminal i millorar l'estètica a la de la terminal 3.

### Terminal T3

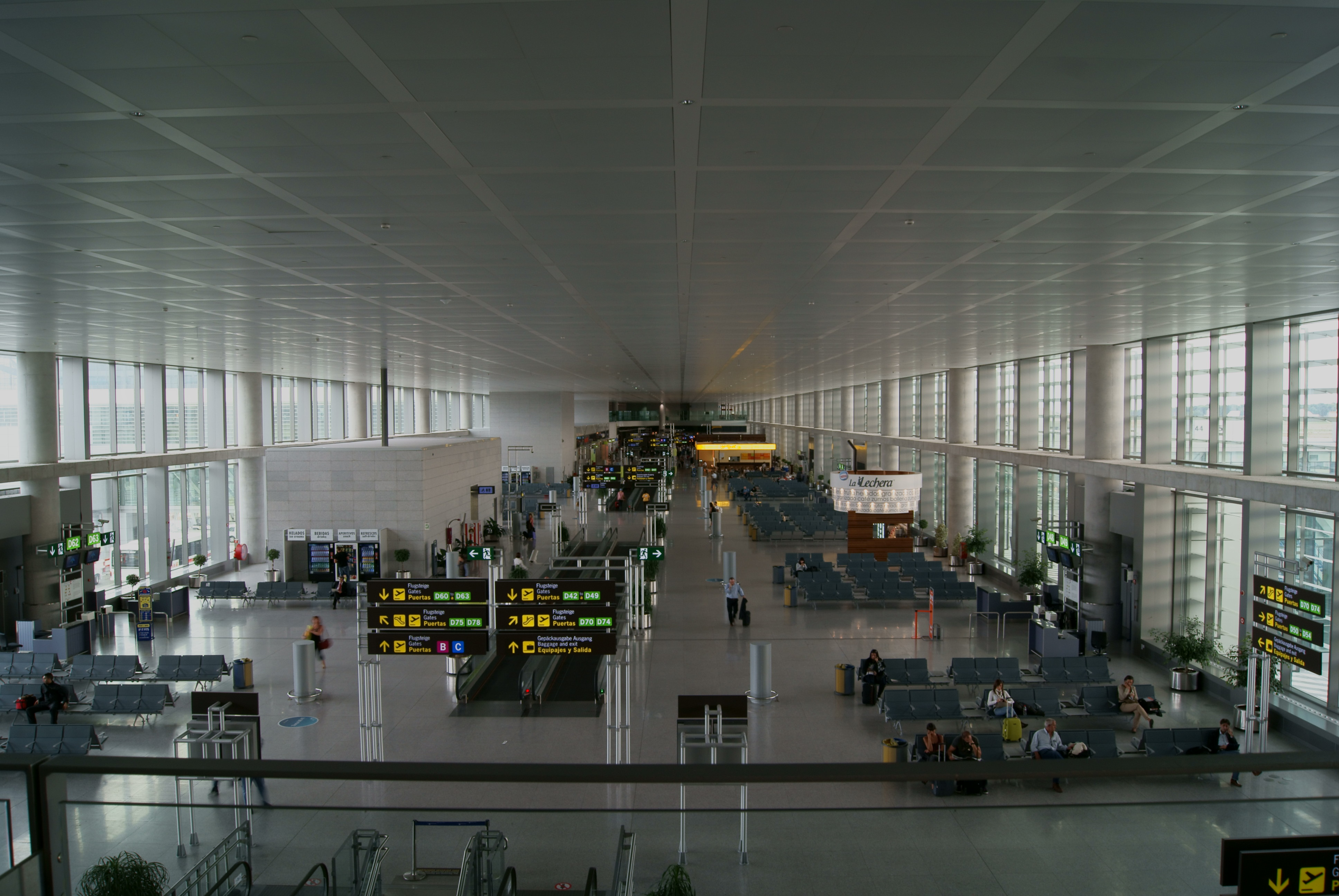
Dic D, construït com a part de la terminal T3.

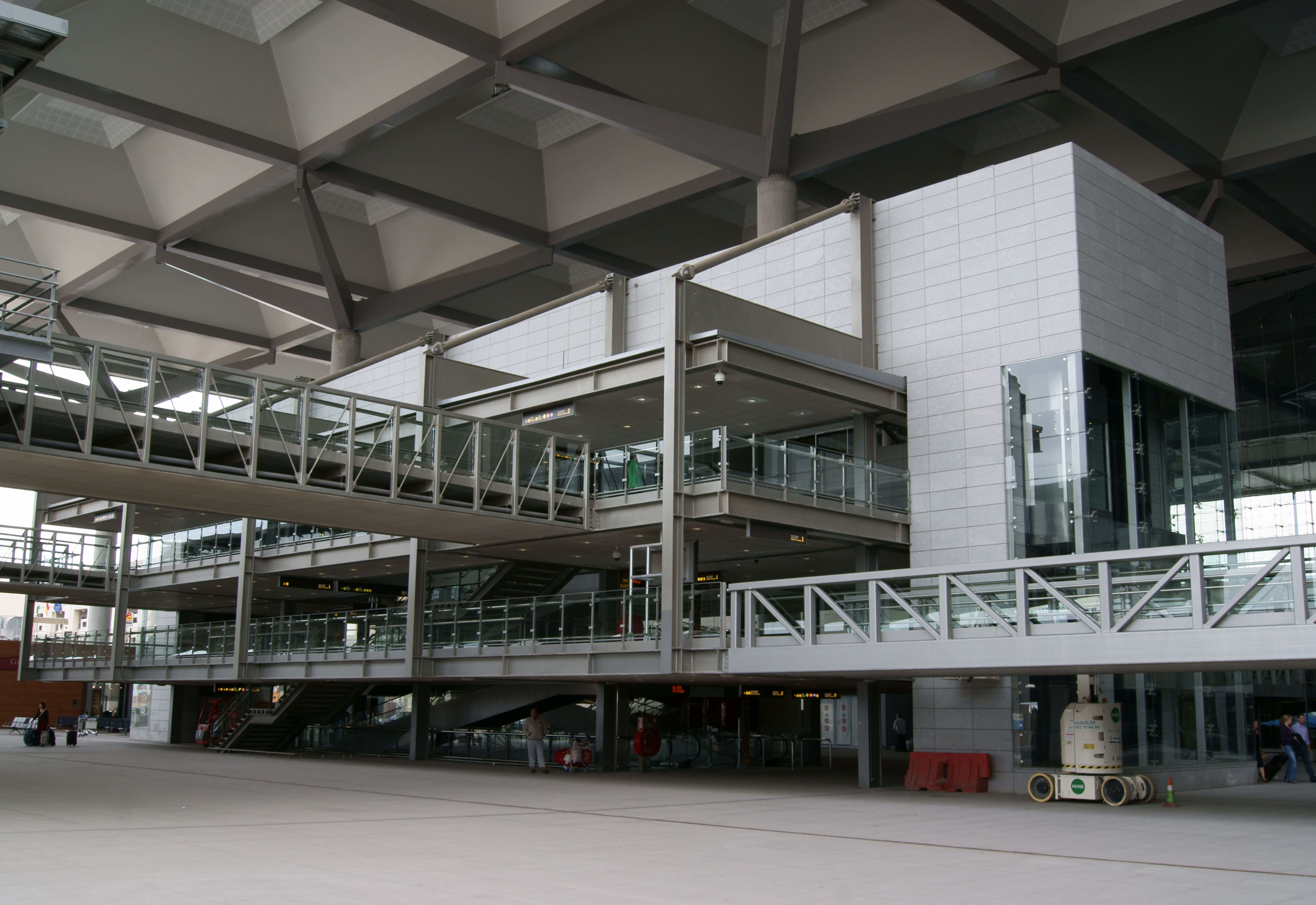
Bescanviador de transports. Cada passarel·la es dirigeix a un mitjà de comunicació.

La terminal T3, dissenyada per l'arquitecte Bruce S. Fairbanks, s'edifica a continuació de la terminal Pablo Picasso per la façana nord i integra les tres terminals sota la concepció de terminal única per a simplificar la connexió entre vols de trànsit. Va ser inaugurada el 15 de març de 2010 pels reis d'Espanya, Juan Carlos I i Sofia de Grècia, i alguns polítics. La nova terminal té 250.000 m² aproximadament. Altres edificacions que formen part del mateix com per exemple l'edifici d'aparcament P1, té en total 350.000 m². La  construcció es divideix en diversos mòduls construïts al mateix temps:
- Un edifici processador, que compon el nucli principal de la T3 i és el que connecta amb la T2. Té 225 metres de longitud façana en el costat terra, i es destina al vestíbul de facturació, de gairebé 20.000 metres quadrats, i la sala de recollida d'equipatges. En el nivell de sortides, compta amb 86 mostradors (2 d'ells per a equipatges especials) distribuïts en dues àrees i 15 màquines d'autofacturació. Una zona de control de seguretat centralitzat, amb 12 filtres de seguretat (9 dobles), dona pas a una gran plaça comercial que porta els dics d'embarqui. El nivell d'arribades compta amb 11 hipòdroms de recollida d'equipatges (9 Schengen i 2 no Schengen) i 1 hipòdrom de recollida d'equipatges especials. En la resta de plantes se situen les oficines i el nou SATE (Sistema Automatitzat de Tractament d'Equipatges), la capacitat dels quals de processament és de 7500 equipatges/hora, amb un temps de procés de 3 minuts aproximadament.
- El dic D, de 240 metres de llarg, que continua la resta de terminals cap al nord en paral·lel a la pista i en perpendicular als dics B i C. Té 20 portes d'embarcament, 12 permeten accedir a les aeronaus mitjançant passarel·les telescòpiques i 8 per embarqui remot. En total, uns 10.300 metres quadrats que neixen a l'edifici processador previ. Les portes estan destinades tant a tràfic Schengen com no-Schengen. Les 4 portes de l'extrem del dic tenen ús flexible per a tràfic no- Schengen.
- Un bescanviador de transports, situat en una plaça coberta en la porta de l'edifici processador. És un edifici del que salin diverses passarel·les que connecten tots els transports de l'aeroport. Aquest nus de comunicacions és una peça clau de l'èxit del futur aeroport, ja que facilita la connexió de diferents maneres de transport i fomenta la mobilitat global i, per punt, el creixement de l'aeroport. D'aquesta forma, el passatger pot accedir còmodament al mitjà de transport que prefereixi a través d'una estació d'autobusos, la zona de taxis, passarel·les cap als aparcaments de vehicles particulars P1 i P2 i una nova estació de ferrocarril, on arriba la línia C-1 de Rodalies Màlaga-Fuengirola. Amb el bescanviador, l'aeroport de Màlaga es converteix en un dels aeroports pioners a fomentar la intermodalitat en el transport.

### Terminal de càrrega
Es va construir al nord de la resta de terminals en els anys 90, després de la inauguració de la terminal Pablo Ruiz Picasso. Recentment va ser derrocada per construir l'ampliació del camp de vols i substituïda per una altra a la zona nord.

## Impacte econòmic
Segons dades del 2006, anteriors a l'ampliació, s'estima que l'activitat econòmica total associada a l'Aeroport de Màlaga-Costa del Sol ascendiria a més de 15.000 milions d'euros, mentre que el valor afegit brut (VAB) superaria els 7500 milions d'euros, el 45,9 % a causa d'efectes induïts i el 48 % a causa d'efectes indirectes, associats en gran part a l'activitat turística.
La participació del VAB associat a l'activitat de l'Aeroport en el conjunt de la producció malaguenya superaria el 25 %. Per la seva banda l'aportació al VAB andalús seria del 5,5 %, la qual cosa posa de manifest la importància de l'aeroport, no només per a l'economia local, sinó per a l'economia de tot Andalusia.

## Ús militar: base aèria San Julián

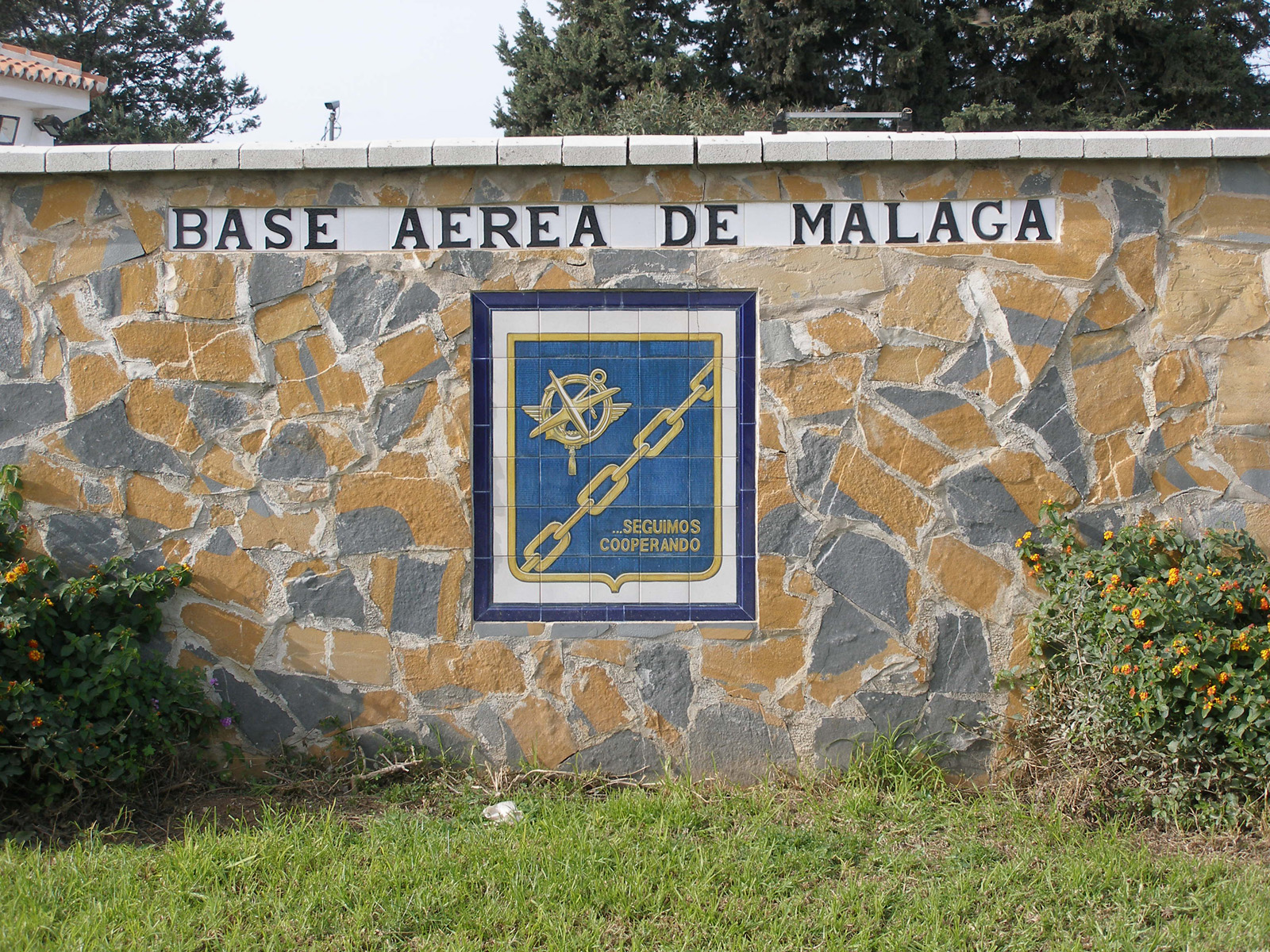
Escut de la Base Aèria de Màlaga.

A partir del 18 de juliol de 1936, dia de l'inici de la Guerra Civil Espanyola, l'aeroport es transforma en base aèria i és utilitzat per a finalitats castrenses per part del bàndol republicà. El seu primer comandament va recaure en Abelardo Moreno Miró. Els republicans van mantenir l'aeroport actiu fins a la caiguda d'est i la presa de la capital de la província per les forces revoltades, esdevinguda el 8 de febrer de 1937, i el camp d'aviació va ser immediatament posat en funcionament per l'exèrcit franquista.
A diferència dels republicans, els nacionals van utilitzar l'aeròdrom amb finalitats logístics i de suport, i no en operacions purament militars, a causa de l'allunyament del front. A causa d'això es va pensar a crear-hi una escola de tripulants i observadors i una altra d'especialistes, davant la manca d'aquest personal a l'Exèrcit de l'Aire dels franquistes. El seu primer cap i primer comandament de la base després de la presa va ser Francisco Iglesias Brage, que va inaugurar la nova base i les escoles el 9 de febrer de 1938, coincidint també la inauguració d'una nova torre de control per a la base aèria.
El nombre d'aparells basats a Màlaga en aquesta època va ser bastant gran, la plataforma tenia avions Heinkel HE-46 i HE-43, Bucker BU-131 o Junkers Ju-52, tots destinats a missions d'entrenament dels observadors, especialistes i tripulants del nou Exèrcit de l'Aire espanyol. Just després de la Guerra Civil, l'aeròdrom adquireix la condició de base aèria militar, i un any abans de la fi dels combats comença a operar de forma exclusiva en "el Rompedizo" l'aerolínia civil italiana Ala Littoria.
En la dècada dels 50 la base aèria sofreix diversos canvis tant en la denominació (el camp d'aviació es va qualificar com a aeròdrom permanent el gener de 1950 per passar a ser base aèria un any després) com en el  organigrama. El 1950 es trasllada l'escola d'especialistes a l'Aeròdrom Militar de León (Acadèmia Bàsica de l'Aire) en la Verge del Camí. El 1957 desapareix l'escola d'observadors.
El 1959 es trasllada a Màlaga l'Ala 27 procedent de Morón de la Frontera. Aquesta flota era composta per 36 bombarders Heinkel 111, els quals aguantaran fins a 1967, en què es desactiva l'Ala 27 i es forma la 515 esquadrilla, formada per avions I-9 Iberavia i T-6 Texan, més un vetust Junkers Ju-52 encara en servei. Aquesta esquadrilla rebria el 205 esquadró destinat a Màlaga tres anys després, però pocs mesos després va ser dissolt. La 515 esquadrilla va ser l'última unitat amb aeronaus destinada a la Base Aèria de Màlaga, deixant de ser llar permanent d'aparells de l'Exèrcit de l'Aire quan aquesta va ser finalment dissolta el 1973. D'aleshores encà, la base és una «Unitat Aèria de Suport Operatiu».
En l'actualitat el cap de la Base Aèria de Sant Julián també és cap del Sector Aeri de Màlaga i Comandància Militar Aèria de l'Aeroport de Màlaga. Dins de les instal·lacions hi ha el Centre de Manteniment de Microones núm. 22, dependent de l'Esquadrilla de Microones núm. 2 de Sevilla, el qual té per missió el manteniment de la xarxa militar de comunicacions. Així mateix a la base es troben destacades permanentment les unitats d'helicòpters de la Policia Nacional i la Guàrdia Civil, i amb caràcter temporal, cada estiu des del 2000, un destacament amb dues aeronaus al juliol i agost i un al juny i setembre del 43 Grup de l'Exèrcit de l'Aire, amb avions bombers Canadair CL-215T, per a l'extinció de possibles incendis en tota Andalusia.
Les instal·lacions militars són a l'oest de la pista, mentre que tot l'aeroport civil és a l'est. Les operacions militars i civils habituals només coincideixen en la pista.

## Accidents i incidents notables
El 13 de setembre de 1964 un Fokker F27 Friendship de la companyia Balair va intentar l'aterratge des d'una excessiva altitud, cosa que va provocar que el pilot fes una forta baixada, va reeixir a posar l'avió en la pista però  una de les ales es va trencar. No va haver-hi morts.
El 20 de desembre de 1970 un Douglas DC-6B de l'aerolínia belga Sobelair va tornar a Màlaga a causa del mal temps. Un error del sistema hidràulic va produir una fallada al tren d'aterratge esquerre principal, que va causar que l'avió bolqués a l'esquerra durant la maniobra d'aterratge. Tampoc va haver víctimes mortals.
A les deu del matí,  hora local del 13 de setembre de 1982, un DC-10 de la companyia Spantax que cobria la ruta Màlaga - Nova York va avortar la maniobra d'enlairament massa tard; l'avió no va tenir espai suficient per frenar i va sortir pel final de la pista a una velocitat de 204 km/h i després de col·lisionar amb una caseta de formigó que formava part del sistema ILS i tres vehicles en travessar l'autovia N-340, es va detenir a uns 450 metres de la pista, i es va incendiar. Hi van morir cinquanta persones.
El 29 d'agost de 2001 un CASA 235 de Binter Mediterrani procedent de l'Aeroport de Melilla va sofrir una fallada de motor durant la maniobra d'aproximació a l'aeroport, va tocar terra prop del sud de la capçalera de la pista, i lliscar fins a aturar-se violentament a menys de 50 metres del límit del recinte aeroportuari. Van morir quatre dels quaranta-set ocupants.

## Galeria d'imatges

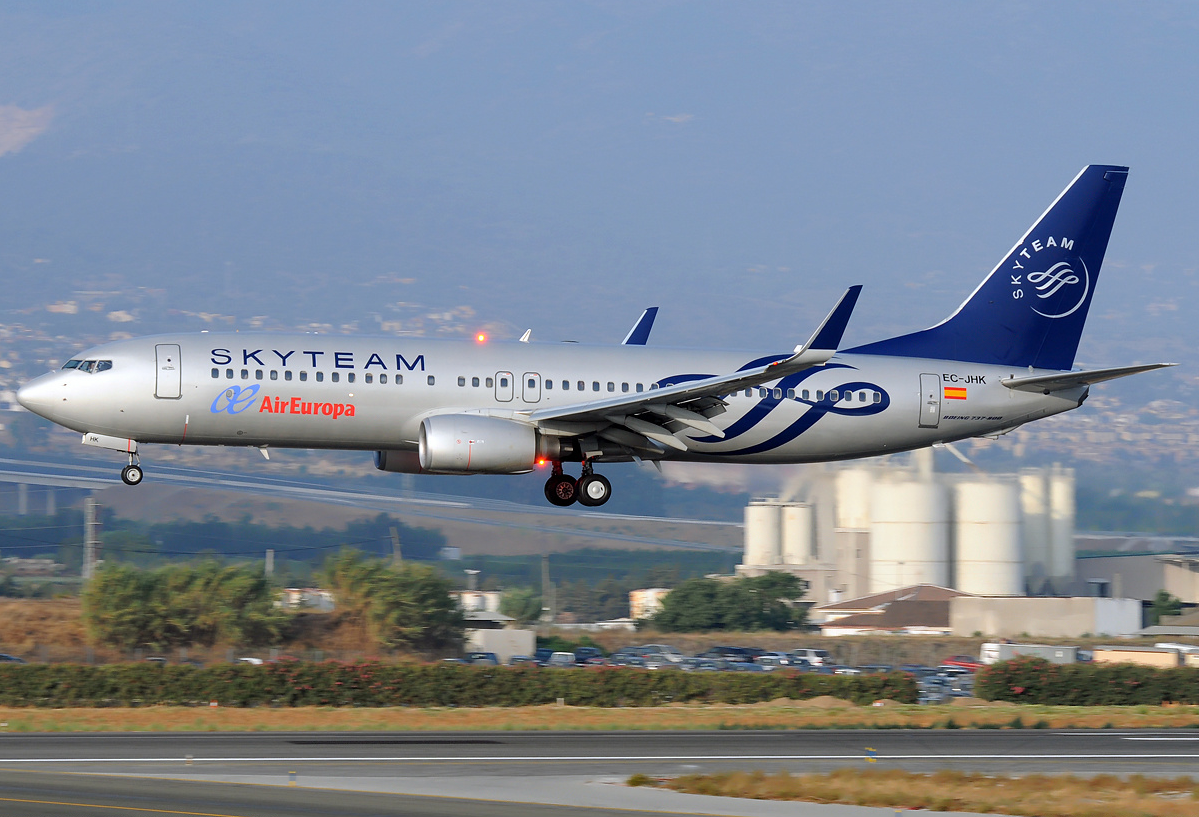
Boeing 737 d'Air Europa amb els colors de SkyTeam aterrant en l'aeroport.
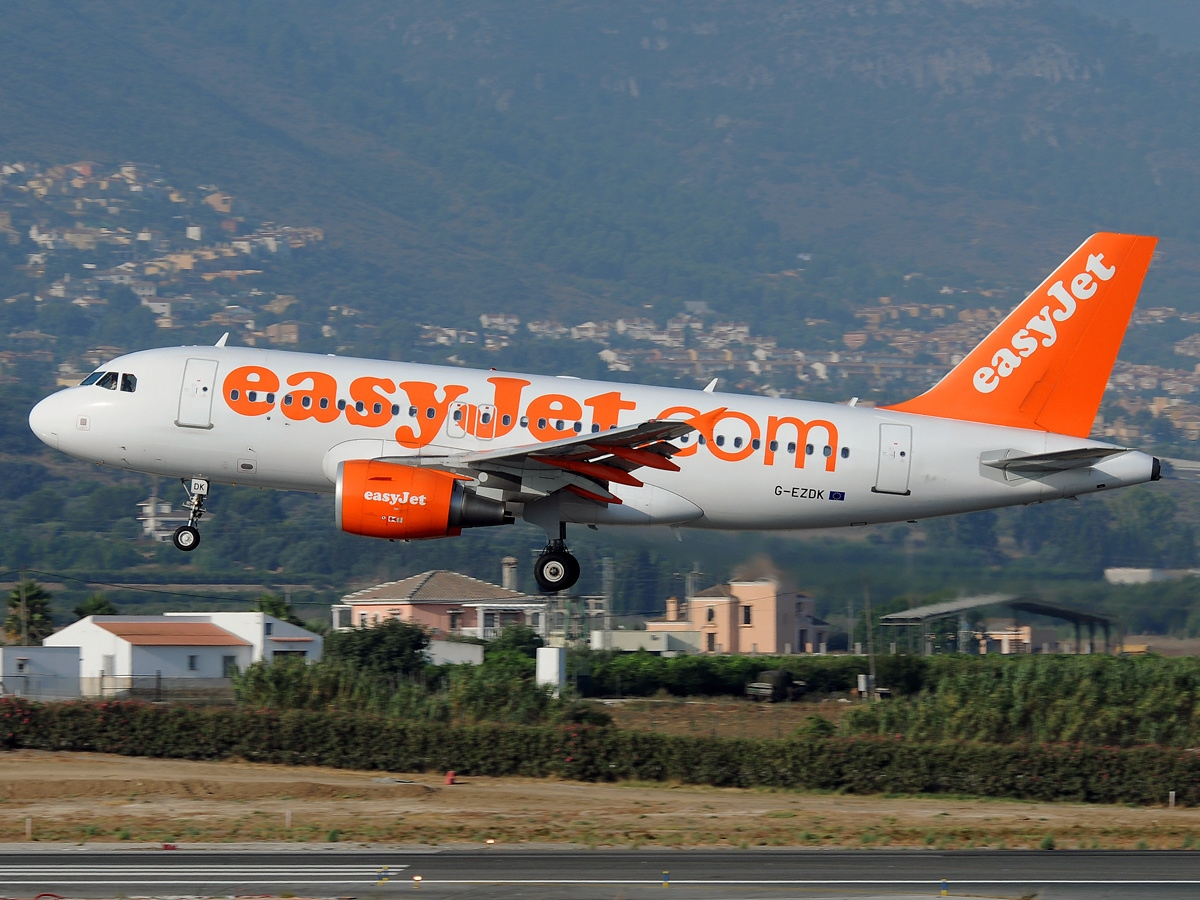
Airbus A319d EasyJet a punt d'aterrar en l'aeroport.
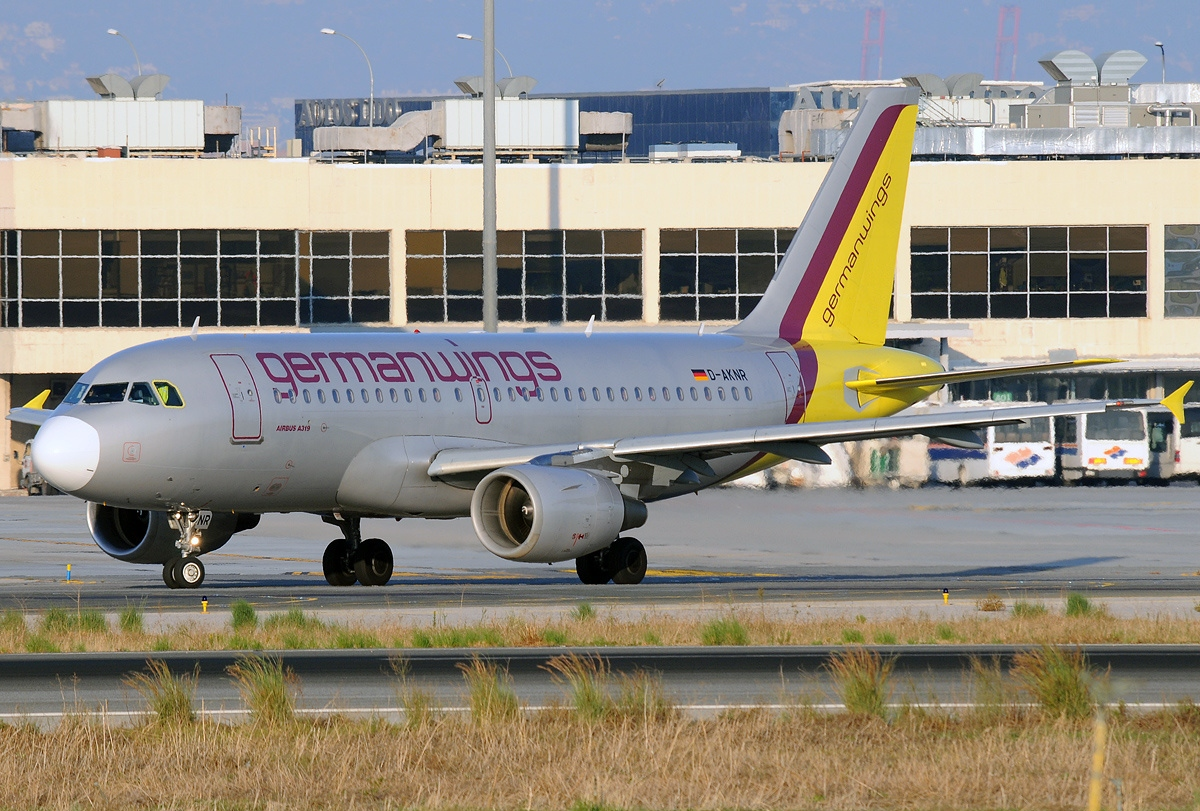
Airbus A319 de Germanwings rodant per la pista amb la terminal 1 darrere.